# Arrondissement de Caen
L'arrondissement de Caen est une division administrative française, située dans le département du Calvados et la Normandie (anc. Basse-Normandie),,. 

## Composition

### Composition de 1982 à 2015
- canton de Bourguébus ;
- canton de Bretteville-sur-Laize ;
- canton de Cabourg ;
- canton de Caen-1 (et ancien canton de Caen-Ouest) ;
- canton de Caen-2 ;
- canton de Caen-3 ;
- canton de Caen-4 (et ancien canton de Caen-Nord) ;
- canton de Caen-5 (et ancien canton de Caen-Est) ;
- canton de Caen-6 (et ancien canton de Caen-Sud) ;
- canton de Caen-7 ;
- canton de Caen-8 ;
- canton de Caen-9 ;
- canton de Caen-10 ;
- canton de Creully ;
- canton de Douvres-la-Délivrande ;
- canton d'Évrecy ;
- canton de Falaise-Nord ;
- canton de Falaise-Sud ;
- canton de Morteaux-Coulibœuf ;
- canton d'Ouistreham ;
- canton de Thury-Harcourt ;
- canton de Tilly-sur-Seulles ;
- canton de Troarn ;
- canton de Villers-Bocage

### Composition de 2015 à 2016
Un nouveau découpage territorial du Calvados est élaboré dans le cadre du redécoupage cantonal de 2014, défini par le décret du 17 février 2014, en application des lois du 17 mai 2013 (loi organique no 2013-402 et loi no 2013-403). 
L'arrondissement est découpé en vingt cantons :
- canton d'Aunay-sur-Odon ;
- canton de Bayeux ;
- canton de Bretteville-l'Orgueilleuse ;
- canton de Cabourg ;
- canton de Caen-1 ;
- canton de Caen-2 ;
- canton de Caen-3 ;
- canton de Caen-4 ;
- canton de Caen-5 ;
- canton de Condé-sur-Noireau ;
- canton de Courseulles-sur-Mer ;
- canton d'Évrecy ;
- canton de Falaise ;
- canton d'Hérouville-Saint-Clair ;
- canton d'Ifs ;
- canton de Mézidon-Canon ;
- canton d'Ouistreham ;
- canton de Thury-Harcourt ;
- canton de Troarn ;
- canton de Vire.

Certains de ces cantons sont à cheval sur deux, voire trois arrondissements.

### Composition depuis 2017
Par arrêté préfectoral du 13 décembre 2016, les arrondissements du Calvados sont redécoupés au 1er janvier 2017.
Depuis 2015, le nombre de communes des arrondissements varie chaque année soit du fait du redécoupage cantonal de 2014 qui a conduit à l'ajustement de périmètres de certains arrondissements, soit à la suite de la création de communes nouvelles. Le nombre de communes de l'arrondissement de Caen est ainsi de 288 en 2015, 279 en 2016, 208 en 2017 et 201 en 2020.
Au 1er janvier 2024, l'arrondissement groupe les 201 communes suivantes :
1. Amayé-sur-Orne
2. Anisy
3. Argences
4. Aubigny
5. Authie
6. Avenay
7. Banneville-la-Campagne
8. Barbery
9. Baron-sur-Odon
10. Barou-en-Auge
11. Basly
12. Beaumais
13. Bellengreville
14. Bénouville
15. Bernières-d'Ailly
16. Bernières-sur-Mer
17. Biéville-Beuville
18. Blainville-sur-Orne
19. Le Bô
20. Bonnœil
21. Bons-Tassilly
22. Bougy
23. Boulon
24. Bourguébus
25. Bretteville-le-Rabet
26. Bretteville-sur-Laize
27. Bretteville-sur-Odon
28. Le Bû-sur-Rouvres
29. Caen
30. Cagny
31. La Caine
32. Cairon
33. Cambes-en-Plaine
34. Canteloup
35. Carpiquet
36. Le Castelet
37. Castine-en-Plaine
38. Cauvicourt
39. Cauville
40. Cesny-aux-Vignes
41. Cesny-les-Sources
42. Cintheaux
43. Clécy
44. Cléville
45. Colleville-Montgomery
46. Colombelles
47. Colomby-Anguerny
48. Combray
49. Condé-sur-Ifs
50. Cordey
51. Cormelles-le-Royal
52. Cossesseville
53. Courcy
54. Courseulles-sur-Mer
55. Cresserons
56. Crocy
57. Croisilles
58. Culey-le-Patry
59. Cuverville
60. Damblainville
61. Démouville
62. Le Détroit
63. Donnay
64. Douvres-la-Délivrande
65. Émiéville
66. Épaney
67. Épron
68. Eraines
69. Ernes
70. Espins
71. Esquay-Notre-Dame
72. Esson
73. Estrées-la-Campagne
74. Éterville
75. Évrecy
76. Falaise
77. Feuguerolles-Bully
78. Fleury-sur-Orne
79. Fontaine-Étoupefour
80. Fontaine-le-Pin
81. Fontenay-le-Marmion
82. Fourches
83. Fourneaux-le-Val
84. Frénouville
85. Le Fresne-Camilly
86. Fresné-la-Mère
87. Fresney-le-Puceux
88. Fresney-le-Vieux
89. Gavrus
90. Giberville
91. Gouvix
92. Grainville-Langannerie
93. Grainville-sur-Odon
94. Grentheville
95. Grimbosq
96. Hermanville-sur-Mer
97. Hérouville-Saint-Clair
98. La Hoguette
99. Ifs
100. Les Isles-Bardel
101. Janville
102. Jort
103. Laize-Clinchamps
104. Langrune-sur-Mer
105. Leffard
106. Lion-sur-Mer
107. Les Loges-Saulces
108. Louvagny
109. Louvigny
110. Luc-sur-Mer
111. Maizet
112. Maizières
113. Maltot
114. Le Marais-la-Chapelle
115. Martainville
116. Martigny-sur-l'Ante
117. Mathieu
118. May-sur-Orne
119. Meslay
120. Le Mesnil-Villement
121. Mondeville
122. Mondrainville
123. Montigny
124. Montillières-sur-Orne
125. Morteaux-Coulibœuf
126. Mouen
127. Moulines
128. Moult-Chicheboville
129. Les Moutiers-en-Auge
130. Les Moutiers-en-Cinglais
131. Mutrécy
132. Noron-l'Abbaye
133. Norrey-en-Auge
134. Olendon
135. Ouézy
136. Ouffières
137. Ouilly-le-Tesson
138. Ouistreham
139. Périers-sur-le-Dan
140. Perrières
141. Pertheville-Ners
142. Pierrefitte-en-Cinglais
143. Pierrepont
144. Plumetot
145. La Pommeraye
146. Pont-d'Ouilly
147. Potigny
148. Préaux-Bocage
149. Rapilly
150. Reviers
151. Rosel
152. Rots
153. Rouvres
154. Saint-André-sur-Orne
155. Saint-Aubin-d'Arquenay
156. Saint-Aubin-sur-Mer
157. Saint-Contest
158. Saint-Germain-la-Blanche-Herbe
159. Saint-Germain-Langot
160. Saint-Germain-le-Vasson
161. Sainte-Honorine-du-Fay
162. Saint-Lambert
163. Saint-Laurent-de-Condel
164. Saint-Manvieu-Norrey
165. Saint-Martin-de-Fontenay
166. Saint-Martin-de-Mieux
167. Saint-Omer
168. Saint-Ouen-du-Mesnil-Oger
169. Saint-Pair
170. Saint-Pierre-Canivet
171. Saint-Pierre-du-Bû
172. Saint-Pierre-du-Jonquet
173. Saint-Rémy
174. Saint-Sylvain
175. Sannerville
176. Sassy
177. Soignolles
178. Soliers
179. Soulangy
180. Soumont-Saint-Quentin
181. Thaon
182. Thue et Mue
183. Thury-Harcourt-le-Hom
184. Tourville-sur-Odon
185. Tréprel
186. Troarn
187. Urville
188. Ussy
189. Vacognes-Neuilly
190. Valambray
191. Vendeuvre
192. Versainville
193. Verson
194. Le Vey
195. Vicques
196. Vieux
197. Vignats
198. Villers-Canivet
199. Villons-les-Buissons
200. Villy-lez-Falaise
201. Vimont

## Liste des sous-préfets
Le sous-préfet de Caen est également secrétaire général de la préfecture du Calvados.
- 1990 : Philippe REY
- 1992 : Pierre DARTOUT
- 1993 :
- 1995 : Jean-Luc VIDELAINE
- 1995 :
- : Philippe DERUMIGNY
- 2007 : Laurent de GALARD
- 2010 : Olivier JACOB
- 2013 : Jean-Bernard BOBIN
- 2014 : Corinne CHAUVIN
- 2016 : Stéphane GUYON
- 2020 : Jean-Philippe VENNIN
- 2022 : Florence BESSY

## Démographie
En 2022, l'arrondissement comptait 399 290 habitants.
| 1968    | 1975    | 1982    | 1990    | 1999    | 2006    | 2011    | 2016    | 2021    |
| ------- | ------- | ------- | ------- | ------- | ------- | ------- | ------- | ------- |
| 277 199 | 317 638 | 340 984 | 366 169 | 389 973 | 404 324 | 412 721 | 384 540 | 395 885 |

| 2022    | - | - | - | - | - | - | - | - |
| ------- | - | - | - | - | - | - | - | - |
| 399 290 | - | - | - | - | - | - | - | - |

## Histoire
L'arrondissement de Caen remplace le district de Caen. Le 10 septembre 1926, l'arrondissement de Falaise est dissous et ses quatre cantons (Bretteville-sur-Laize, Morteaux-Coulibœuf, Falaise et Thury-Harcourt) sont intégrés à l'arrondissement de Caen. 
Un décret du 26 janvier 1982 sépare le canton de Troarn en deux parties pour former le canton de Cabourg. Pour l'élection de 1982, sept communes sont détachées du canton de Douvres-la-Délivrande pour former le canton d'Ouistreham.
Le 1er janvier 2017, à la suite de la réforme des collectivités territoriales, les périmètres des arrondissements du Calvados sont modifiés par arrêté du 13 décembre 2016. L'arrondissment de Caen cède un nombre relativement important de communes à chacun des trois autres arrondissements. À l'ouest, les communes de l'ancien canton de Villers-Bocage sont attribuées à l'arrondissement de Vire. Au nord-ouest, environ la moitié des anciens cantons de Tilly-sur-Seulles et de Creully rejoignent l'arrondissement de Bayeux. Au nord-est, les communes de l'ancien canton de Cabourg à l'exception de Colombelles, ainsi que la commune de Touffréville sont attribuées à l'arrondissement de Lisieux. À ce même arrondissement, à l'est, sont rattachées les communes de Magny-la-Campagne et Vieux-Fumé. Les communes de Saint-Denis-de-Méré et La Villette, au sud-ouest, font désormais partie de l'arrondissement de Vire.